# Massa de milho

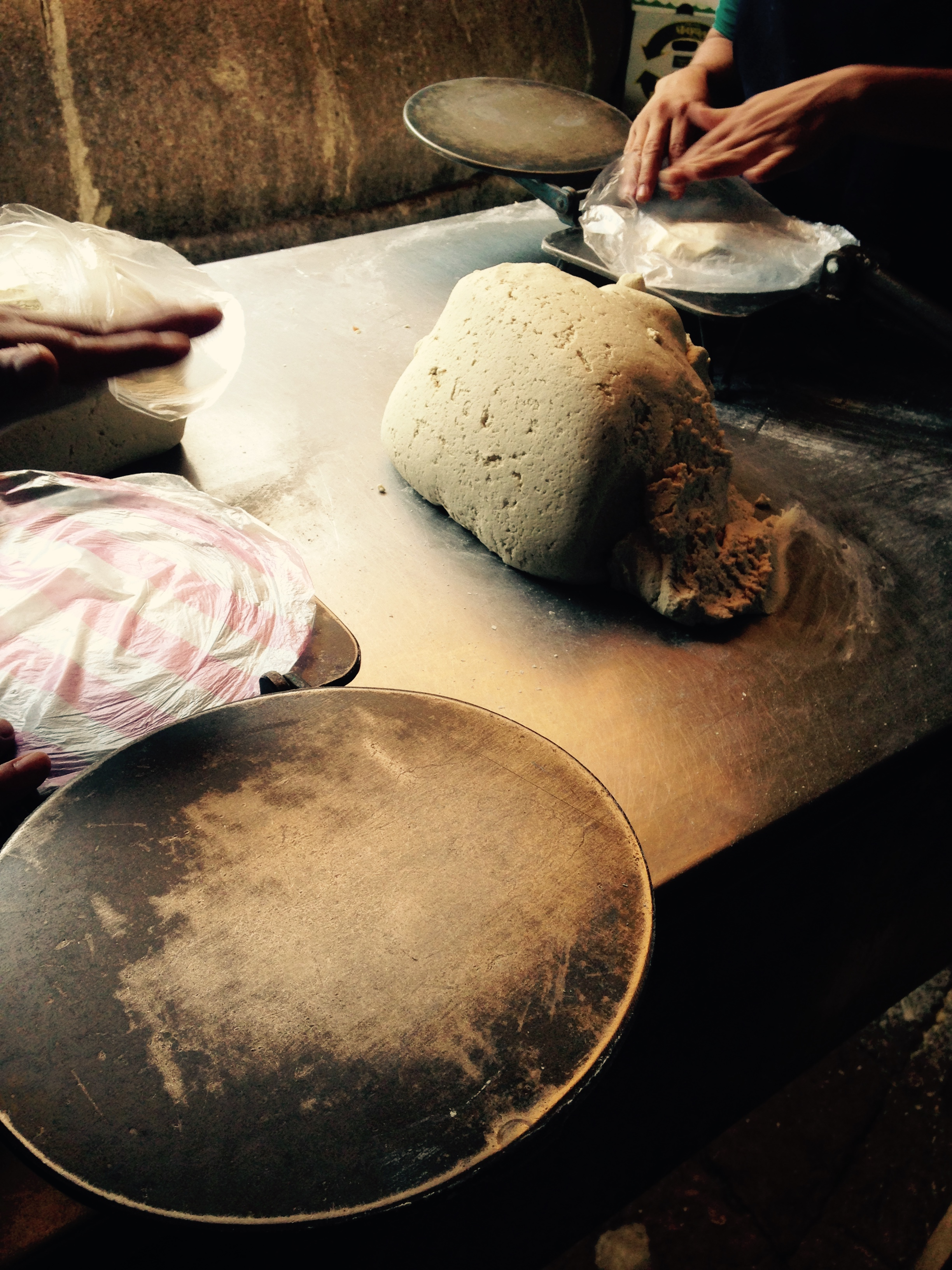
A massa de milho na preparação para tortillas. Tepoztlán, Morelos, México.

A massa de milho (em castelhano: masa, pronunciado pronúncia espanhola: [ˈmasa]) é um tipo de farinha de milho que foi encharcada numa solução alcalina no processo de nixtamalização. É utilizada para fazer tortilhas de milho, tamales, pupusas, e muitos outros produtos em várias regiões da América Latina. O nome completo em castelhano é masa de maíz, o produto seco em pó é denominado masa harina, masa de harina, e às vezes Maseca, o nome comercial de um dos produtos mais vendidos no mercado mexicano. A massa de milho é reconstituída com água antes do uso.

## Preparação
Os grãos de milho são secos e então tratados através de um processo que envolve o encharcamento e a cocção do grão maduro numa solução diluída de hidróxido de cálcio ou cinzas de lenha, um processo denominado nixtamalização, que deixa os grãos prontos para, moídos, produzirem a massa.
Cal e cinzas são altamente alcalinas: a alcalinidade facilita a dissolução da hemicelulose, o principal componente responsável pela manutenção da unidade das células, e liberando as cascas dos miolos, amolecendo o milho. Parte do óleo de milho é transformada em agentes emulsificantes (monoglicerídeos e diglicerídeos), enquanto também se facilita a união das proteínas do milho. O cálcio divalente na cal serve como ligação para as cadeias de proteínas e polissacarídeos. O milho encharcado é lavado e então moído para sua transformação em masa. Quando a massa fresca é seca e transformada em pó, passa a ser denominada, no original, masa seca ou masa harina.
As mudanças químicas permitem a formação da massa, assim como permitem a absorção do nutriente niacina pelo trato digestivo. Em contraste, o milho sem preparação (geralmente na forma de fubá ou equivalente) é incapaz de formar massa com a adição de água e uma dieta altamente baseada em seu consumo é um fator de risco para a pelagra.

## Outros usos
O produto moído pode ser denominado masa nixtamalera. Nas culinárias centro-americanas e mexicanas, a masa nixtamalera é cozida com água e leite para fazer uma bebida espessa denominada atole. Quando ao atole são misturados chocolate e açúcar, ele se torna o atole de chocolate, também denominado champurrado, com a eventual adição de outros ingredientes.